# Lit de justice

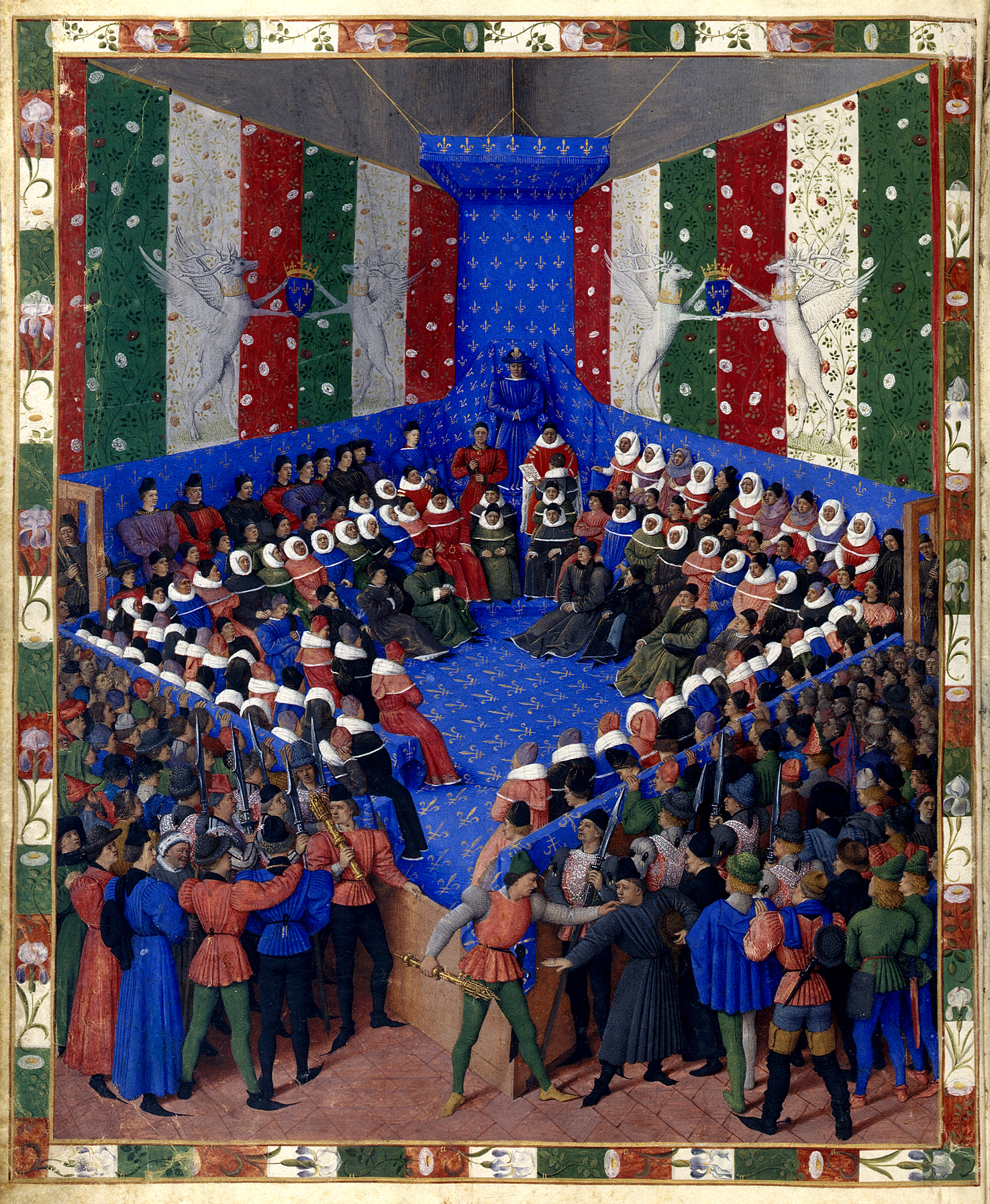
Lit de justice du roi Charles VII réuni à Vendôme pour le procès du duc Jean d'Alençon (enluminure de Jean Fouquet, Boccace de Munich, vers 1459-1460), Munich, Bibliothèque d'État de Bavière, Cod. Gall. 369, 2.

En France, sous l'Ancien Régime, le lit de justice est une séance solennelle du Parlement par laquelle le roi ordonnait à cette assemblée d'enregistrer les édits et ordonnances qu'elle avait contestés par l'usage de son droit de remontrance.

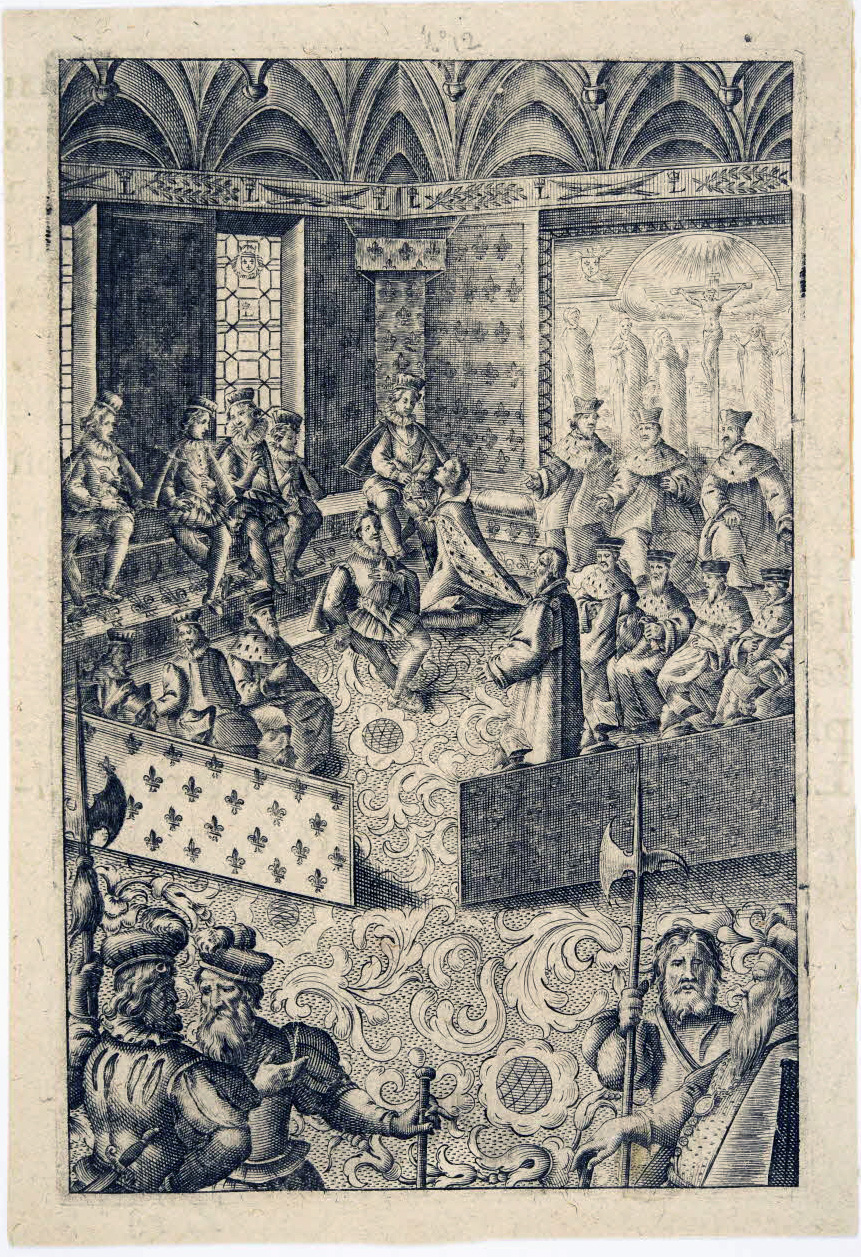
Lit de justice tenu par le jeune Louis au lendemain de la mort de son père. Archives Nationales AE-II-3890.

## Étymologie
La locution « lit de justice » est attestée à la fin du XIVe siècle : d'après le Trésor de la langue française informatisé, sa plus ancienne occurrence connue se trouve dans le Roman des deduis, un traité de chasse de Gace de la Buigne dont la rédaction fut commencée après 1359 et achevée entre 1373 et 1377.

## Définition
Le lit de justice est au sens littéral un lit d'apparat dans lequel le roi prend place. Par métonymie, il désigne une action de la justice royale à la source et à l'origine de toute autre action de justice. Puisque le parlement ne juge qu'au nom du roi, le parlement, si le roi se présente en personne, perd immédiatement sa qualité de juge pour redevenir un simple conseil et une simple chambre d'enregistrement, suivant l'adage : « Adveniente principe, cessat magistratus » (« Quand le Prince vient, le magistrat s'interrompt »). La procédure sert à enregistrer des actes importants, comme une déclaration de régence ou, inversement, de déclaration de majorité du roi. Elle sert également au roi à imposer sa volonté à des magistrats qui se révèlent réticents, et donc à leur faire enregistrer des édits auxquels ils avaient l'audace de s'opposer, alors qu'ils n'existent qu'en tant que délégués de la justice du roi.
Mais le lit de justice pouvait également tenir lieu de véritable cour constitutionnelle du Royaume, notamment pour ce qui concernait l'application des traités internationaux ; tout traité qui n'était pas conforme aux Lois du royaume pouvait se voir censuré d'un ou plusieurs articles. Ce fut le cas sous François Ier qui évita à la France la perte de la Bourgogne (traité de Madrid (1526)) en faisant déclarer par les Pairs que cette province, première pairie du Royaume, était inaliénable.
Le lit de justice peut se dérouler dans tout parlement du royaume et le roi s'y fait alors souvent représenter par le gouverneur de la province concernée. En pratique, il devient une particularité du parlement de Paris après le règne de Louis XIII. Une séance non annoncée s'appelait séance du roi en son parlement.

## Cérémonial

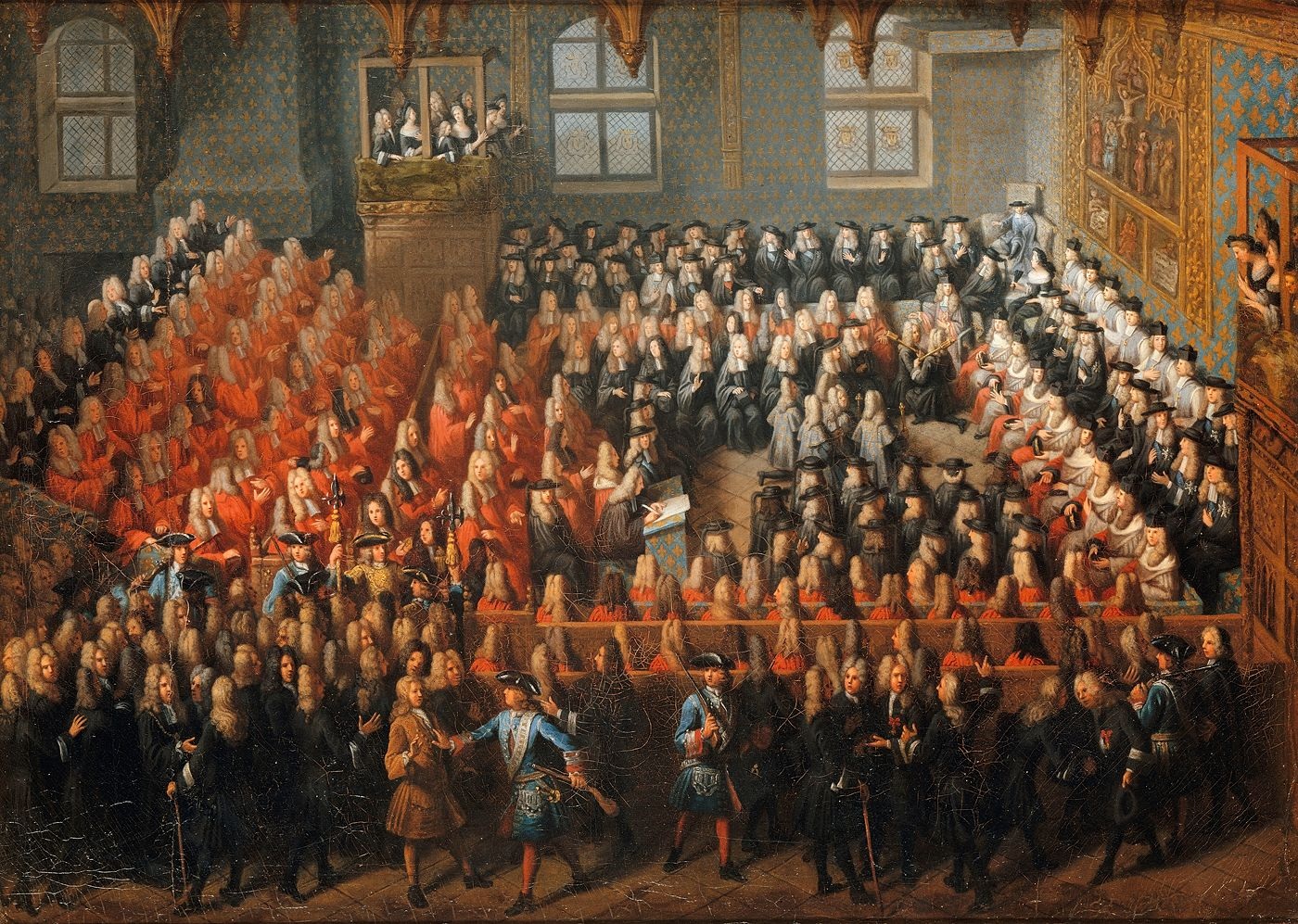
Lit de justice tenu par le jeune Louis, 1715.

Il se tient normalement dans la Grand-Chambre du Parlement. Le roi, après avoir fait ses dévotions (à la Sainte-Chapelle, pour le parlement de Paris), entre dans le parlement accompagné du chancelier, des princes du sang, des ducs et pairs, des cardinaux et des maréchaux. Il prend place sur le trône surmonté d'un dais (d'où l'expression « lit de justice »), situé dans un coin de la salle et la dominant. Il commence par prononcer quelques mots puis passe la parole au chancelier par la formule consacrée : « mon chancelier vous dira le reste. » Le chancelier donne alors lecture d'une déclaration royale.

## Signification contemporaine
Le lit de justice, au sens contemporain, est une expression du juriste français Georges Vedel, désignant le pouvoir constituant du peuple souverain, face au juge constitutionnel. Ce « lit de justice » est constitué par la modification de la Constitution pour infirmer une décision du Conseil constitutionnel.
C'est ainsi que certains traités internationaux, contraires à la Constitution, ont pu être ratifiés (traités de Maastricht, d'Amsterdam, Cour pénale internationale, etc.). Ce lit de justice demeure en tout état de cause facultatif puisque l'on peut abandonner le projet de ratifier le traité. Il peut se manifester par la voie du référendum ou par la réunion du Parlement en Congrès, incarnation de la volonté générale, notamment lorsque ce dernier est convoqué par le président de la République.
Par ailleurs, la réunion du Parlement en Congrès à Versailles est le seul moment prévu par la Constitution, lors duquel le Président de la République peut s'adresser directement aux deux chambres.